# Matthijs van Dam
Matthijs van Dam (1996) is een Nederlandse sport- en onderzoeksjournalist van dagblad Trouw.
Van Dam studeerde International Business & Management aan de Hogeschool van Arnhem en Nijmegen, en Geschiedenis en Media & Journalistiek aan de Universiteit van Amsterdam. Hier was hij vicevoorzitter van de Onderwijscommissie Media & Journalistiek. Tijdens zijn studie was hij redacteur sociaal domein & zorg van een mediagroep.
Sinds 2022 werkt Van Dam op de sportredactie van Trouw.

## Erkenning
Voor zijn serie De Slaven van Qatar in Trouw werd Van Dam begin 2023 uitgeroepen tot Sportjournalistiek Talent 2022 van de Nederlandse Sport Pers (NSP). Voor de serie sprak hij met arbeiders uit Bangladesh die de voetbalstadions van het WK 2022 hadden gebouwd. De prijs bestaat uit een straatnaambord met daarop de titel van zijn project. Na het publiceren werd door lezers van Trouw een crowdfunding opgezet voor de slachtoffers die waren beschreven.
Voor diezelfde reportages over de erbarmelijke werkomstandigheden in de aanloop naar en nasleep van het WK in Qatar kreeg hij de aanmoedigingsprijs De Loep 2023 in de categorie voor journalisten tot en met 30 jaar.

## Prijzen
- 2022 - Sportjournalistiek Talent van het Jaar
- 2023 - De Loep